# Antheromorpha festiva
Antheromorpha festiva är en mångfotingart som först beskrevs av Henri W. Brölemann 1896.  Antheromorpha festiva ingår i släktet Antheromorpha och familjen orangeridubbelfotingar. Inga underarter finns listade i Catalogue of Life.